# Clayhatchee
Clayhatchee ist ein Ort im Dale County, Alabama, USA. Die Gesamtfläche des Ortes beträgt 7 km². 2020 lebten in Clayhatchee in 466 Einwohner. 

## Demographie
Nach der Volkszählung aus dem Jahr 2000 hatte Clayhatchee 501 Einwohner, die sich auf 222 Haushalte und 152 Familien verteilten. Die Bevölkerungsdichte betrug 71,1 Einwohner/km². 92,42 % der Bevölkerung waren weiß, 4,19 % afroamerikanisch. In 23 % der Haushalte lebten Kinder unter 18 Jahren. Das Durchschnittseinkommen pro Haushalt betrug 30.156 US-Dollar, wobei 20 % der Einwohner unterhalb der Armutsgrenze lebten.